# Gilles Bouvard
Gilles Bouvard (Bourg-en-Bresse, 30 ottobre 1969) è un ex ciclista su strada francese.

## Palmarès

### Strada
- 1993 (Dilettanti, una vittoria)

Parigi-Mantes-en-Yvelines
- 1996 (Collstrop-Lystex, una vittoria)

3ª tappa Critérium du Dauphiné Libéré (Saint-Maurice-de-Lignon > Tournon-sur-Rhône)
- 1997 (Festina-Lotus, una vittoria)

1ª tappa Tour du Limousin (Limoges > Guéret)
- 2001 (Jean Delatour, una vittoria)

4ª tappa Tour du Limousin (La Souterraine > Limoges)

#### Altri successi
- 1997 (Festina-Lotus)

2ª tappa - parte b Tour Méditerranéen (Berre-l'Étang > Velaux, crnosquadre)
Classifica scalatori Setmana Catalana

## Piazzamenti

### Grandi Giri
- Tour de France

1995: 63º
1996: ritirato (8ª tappa)
2001: 53º
2004: 128º
- Vuelta a España

2000: ritirato (11ª tappa)

### Classiche monumento
- Milano-Sanremo

1997: 141º
- Liegi-Bastogne-Liegi

1997: 80º
1999: ritirato
2002: ritirato

### Competizioni mondiali
- Campionati del mondo

Plouay 2000 - In linea Elite: ritirato